# Das Glück an meiner Seite
Das Glück an meiner Seite (Originaltitel: You’re Not You) ist ein US-amerikanisches Filmdrama von George C. Wolfe. In der Hauptrolle spielt Hilary Swank eine ALS-Kranke, die eine freundschaftliche Beziehung zu ihrer Pflegerin aufbaut. Der Film hatte seine Premiere am 27. September 2014 beim San Diego Film Festival. Der Kinostart in Deutschland war am 16. April 2015.

## Handlung
Kate ist eine klassische Pianistin, bei der ALS diagnostiziert wird. Ihr Ehemann Evan erfährt eines Morgens, dass seine Frau ihre bisherige Betreuerin, Mrs. Trotter, gefeuert hat und dass Kate einen neuen Ersatz suchen würde. Bec, eine wilde College-Studentin, die viel feiert, bewirbt sich für den Job, obwohl sie keine Erfahrung hat, abgesehen davon, dass sie während ihrer Highschool-Zeit als Freiwillige in einem Pflegeheim gearbeitet hat, in das ihre Großmutter schließlich kam. Kate sieht in Bec etwas Besonderes, trotz ihrer leicht vulgären Sprache und ihrer schlechten hauswirtschaftlichen Fähigkeiten. Doch trotz all des Chaos, das Bec zu Hause angerichtet hat – von der Verwirrung in der Küche, als sie ein Getränk mixte, ohne den Deckel auf den Mixer zu setzen, bis hin zum Fallenlassen von Kate im Badezimmer – bewahrt Kate ein ruhiges und positives Verhalten, was Bec verwirrt. Eines Abends hat Kate ihre Freunde zu Besuch und findet heraus, dass Evan, anders als er es ihr erzählt hat, nicht zum Essen, sondern auf einen Drink ausgegangen ist. Später in der Nacht überredet Kate Bec, auf Evans Laptop zuzugreifen und sie finden heraus, dass Evan eine Affäre mit seiner Sekretärin Cynthia hatte. Verzweifelt sagt Kate Bec, dass sie gehen soll, doch Bec kommt während einer Nacht in einer Bar zu Kate geeilt, als sie eine leere SMS von Kate erhält. Bec findet Kate am oberen Ende der Treppe nach einem Selbstmordversuch, bei dem Kate sich fast eine Treppe hinunterfallen ließ. Kate bittet Bec daraufhin, sie an einen anderen Ort und von zu Hause weg zu bringen. Kate bleibt schließlich die Nacht über in Becs Wohnung. Am Morgen bittet sie Bec, sie in ein betreutes Wohnheim zu bringen, aber Bec weigert sich, sie dort zu lassen und ist wütend, dass Kate sich die Schuld daran gibt, Evans Leben mit ihrer ALS zu ruinieren. Schließlich trennt sich Kate von Evan aufgrund seiner kurzen Affäre und weil sie nicht unsichtbar sein will, nachdem sie eine kurze und wütende Aufmunterung von Bec erhalten hat.
Bec und Kate erleben einige Abenteuer, unter anderem gehen sie in ein Schwimmbad und treffen dort ein anderes Paar, bei dem die Frau ALS hat, und versuchen eine "Kräutertherapie". Schließlich gehen sie zu einer Party für die Tochter von Kates Freundin. Kate bittet darum, das Baby zu halten, bekommt aber einen Hustenanfall und lässt das Baby fast fallen. Während Bec sich drinnen um Kate kümmert, taucht Evan auf und Kate bringt Bec dazu, ihm ihre wahren Beweggründe für ihr Weggehen zu erzählen, nämlich dass es daran lag, dass er ihr das Gefühl gab, unsichtbar zu sein. Die Frau des Paares, das sie zuvor kennengelernt haben, hat eine Komplikation in ihrem Zustand und wird ins Krankenhaus eingeliefert. Es macht Kate Angst, als sie sieht, was irgendwann mit ALS-Patienten passiert. Bec spricht kurz mit Kates "besten Freunden", die ihr raten, Kate zu sagen, dass sie sie lieben, sie vermissen und für sie da sind. Evan besucht wieder das Haus und spricht mit Kate über gemeinsame Erlebnisse. Becs Eltern kommen zu Weihnachten zu Besuch und ein Gespräch mit ihrer Mutter, das Kate über die Sprechanlage mitbekommt, veranlasst Kate, Bec zu entlassen, weil sie glaubt, dass ihre Krankheit Becs Leben ruiniert, so wie sie es mit Evan getan hat.
Kate geht zum Haus ihrer Eltern und besucht eine Weihnachtsfeier mit Evan, wobei sie andeutet, dass sie wieder zusammen sind. Schließlich erhält Bec die Nachricht, dass Marilyn, die andere ALS-Patientin, die sie im Schwimmbad zusammen mit Kate kennengelernt hatte, gestorben ist. Sie gibt bei Evan einen Brief für Kate ab, den Marilyn an einige ihrer Freunde geschickt hat. Kate wird kurz darauf ins Krankenhaus eingeliefert und es stellt sich heraus, dass Bec die medizinische Vollmacht über Kate erhalten hat. Obwohl Kates Mutter sie anfleht, Kate an ein Beatmungsgerät anzuschließen, weigert sich Bec und nimmt sie stattdessen mit Evan mit nach Hause. Bec hilft Kate, ihr Lieblingsstück von Chopin wieder auf dem Klavier zu spielen. Nachdem Evan ihr seine Liebe erklärt hat, liegen Kate und Bec im Bett, wo Bec Kate versprechen muss, heute Nacht keine Hilfe zu rufen und jemanden für sich zu finden, der sie sehen kann. Bec stimmt zu, unter der Bedingung, dass Kate verspricht, ein Kompliment anzunehmen. Als sie zustimmt, bedankt sich Bec für die gemeinsamen Manolos, dass sie ihr das Kochen beigebracht hat, und dass sie diese Erfahrung mit Kate machen durfte und sie diesen Job nicht vermasseln durfte. Kate stirbt in dieser Nacht und Bec, die nicht in der Lage ist, im anderen Zimmer zu bleiben, hält sie, während sie ihre letzten Atemzüge macht. Der Film endet damit, dass Bec sich endlich mit Will trifft, einem netten Jungen, der lange um sie geworben hatte, und im Club als Musikerin auftritt, ohne an Lampenfieber zu leiden.

## Hintergrund und Widmung
Die Idee zum Film hatte Produzentin Alison Greenspan, deren Vater Stephen Greenspan, ehemaliger Vizepräsident des Datenträger-Herstellers Seagate, selbst im Jahr 2004 an ALS erkrankte und im Jahr 2009 starb, genauso wie im Jahr 2011 Alison Greenspans Tante Marilyn. Daher widmete Alison Greenspan diesen Film im Abspann ihrem an ALS verstorbenen Vater.

## Rezeption
Der Film erhielt gemischte Kritiken. Bei Rotten Tomatoes sind 44 % der Kritiken positiv bei insgesamt 18 Kritiken; die durchschnittliche Bewertung beträgt 5,7/10. Der Filmdienst bezeichnete den Film als „tränentreibendes Drama, das sich in Figuren- und Milieuzeichnung zu sehr auf die Etablierung schillernder Kontraste“ verlässt und dabei die Glaubwürdigkeit vernachlässigt. Zudem fehle der „hervorragend“ spielenden Hilary Swank „ein gleichwertiges Gegenüber“.